# براين كابيزاس
براين كابيزاس (بالإسبانية: Bryan Cabezas)‏ هو لاعب كرة قدم إكوادوري في مركز الجناح ولد في يوم 20 مايو 1997 في مدينة كيفيدو في الإكوادور يلعب حالياً مع نادي باناثينايكوس وسبق له اللعب نادي أتالانتا وإنديبيدنتي ديل فاي، بدأ اللعب مع منتخب الإكوادور لكرة القدم في سنة 2017 ويبلغ طوله 182 سم.

## روابط خارجية
- براين كابيزاس على موقع قاعدة بيانات كرة القدم.إي يو (الإنجليزية)
- براين كابيزاس على موقع ناشيونال فوتبول تيمز (الإنجليزية)
- براين كابيزاس على موقع Soccerway.com (الإنجليزية)
- براين كابيزاس على موقع AS.com (الإسبانية)